# Дубовий Петро Антонович

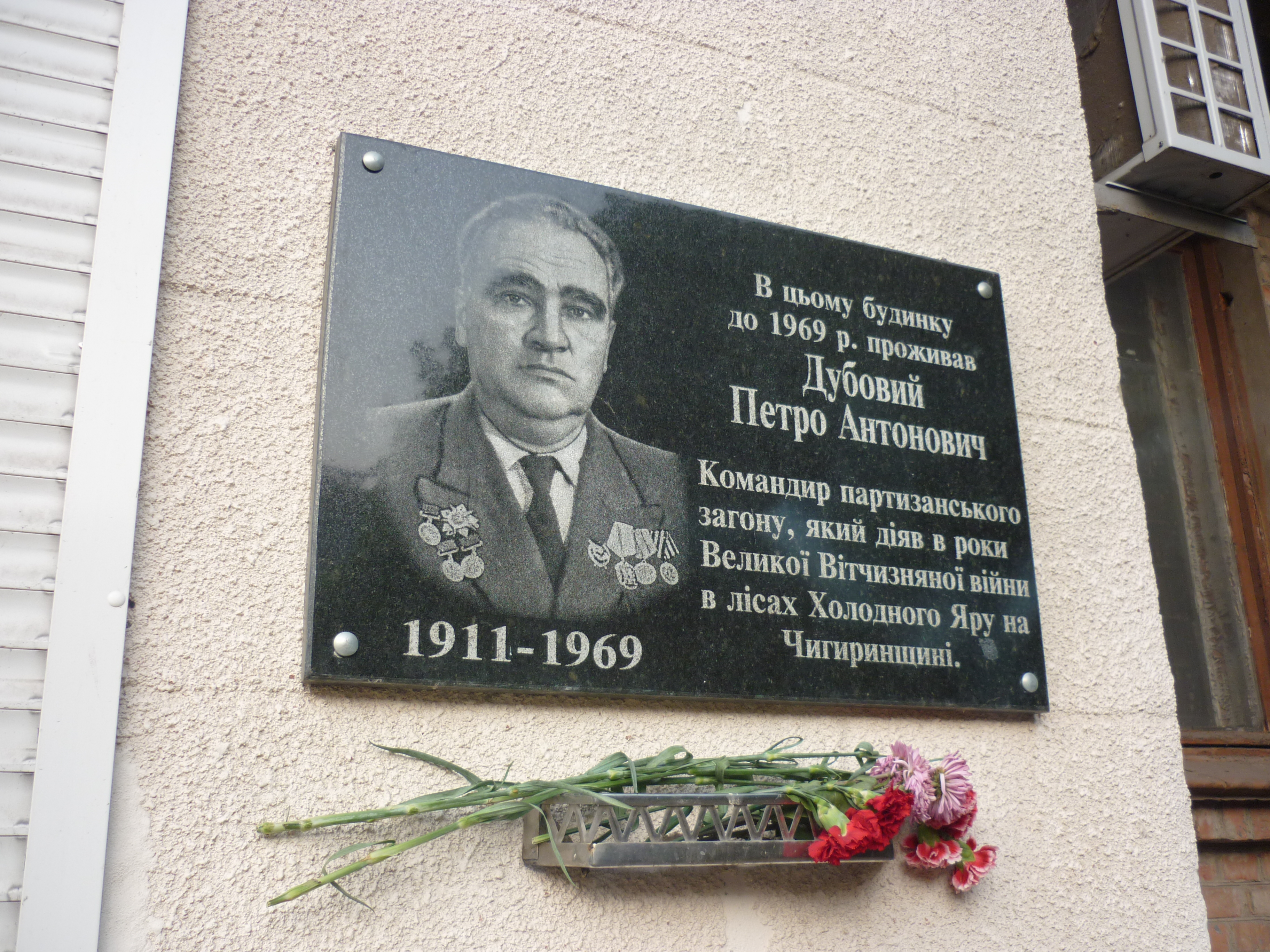
Пам'ятна дошка на фасаді будинку № 345 по бульвару Шевченка в Черкасах

Петро Антонович Дубовий (11 жовтня 1911—1969) — командир партизанського загону, що в роки Другої світової війни базувався у Холодному Яру Чигиринського району Черкаської області.
Образ «людини надзвичайної волі, стійкого комуніста, підпільника і партизанського ватажка» Петра Дубового в центрі повісті Григорія Гончара «Заграви над Тясьмином», яка вийшла в 1978.

## Біографія
П. А. Дубовий народився 11 жовтня 1911 року в с. Чмирівці Чигиринського району в багатодітній селянській родині. З шести років почав працювати: випасав людям худобу. До школи ходив у сусіднє село Суботів за п'ять кілометрів від дому.
У 1928 році закінчив семирічку й вступив до Полтавського військового підготовчого училища. Після його закінчення (1930 р.) був направлений у Ленінградське військове училище радіо і зв'язку. На початку 40-х років — капітан Червоної Армії.
У 1941 році П. А. Дубового було тяжко поранено, він потрапив в оточення. У 1942 році створив підпільну групу у с. Чмирівці. У червні 1943 року група об'єдналася з групою десантників І. І. Лисова. Створився загін імені Сталіна, командиром якого став П. Дубовий. На початку 1944 року у загоні налічувалось близько 1500 осіб. При загоні був створений табір біженців. За сім місяців діяльності партизанський загін Дубового пустив під укіс 12 ешелонів ворога, знищив 14 паровозів, 83 вагони з живою силою і технікою загарбників. У січні 1944 року партизани врятували близько 10000 мирних жителів, загін визволив кілька населених пунктів Чигиринського та Кам'янського районів.
По війні працював на профспілковій та партійній роботі в Черкасах. Тяжкі поранення вкоротили йому віку..

## Родина
Петро Антонович — рідний племінник Івана Наумовича Дубового, який через одне необережне слово на захист підданих репресіям бойових побратимів був заарештований, розстріляний, а вся його родина потрапила в табори ГУЛАГУ.
Станом на 1978 рік сини Петра Дубового Владислав та Олександр — кадрові офіцери Радянської Армії, дочка Тамара стала інженером, працює заступником начальника одного з управлінь Черкаської облспоживспілки. Марія Семенівна Дубова, яка пройшла тяжкий шлях підпільно-партизанської боротьби разом з чоловіком — на пенсії.

## Нагороди
За трудові успіхи, досягнуті Черкаською МТС, до бойових нагород секретаря парткому П. Дубового додався орден «Знак пошани», медалі.
У місті Чигирин є провулок Дубового. 
У 1973 році у Холодному Яру було відкрито пам'ятник партизанам. У 2004 році в Черкасах, на будинку по бульвару Шевченка, 345 відкрито меморіальну дошку Петру Дубовому.